# 滇金石斛
滇金石斛（学名：Flickingeria albopurpurea）为兰科金石斛属下的一个种。